# Медведєв Гліб Сергійович
Гліб Сергі́йович Медве́дєв (21 січня 1931, Асканія-Нова — 23 вересня 2009, Санкт-Петербург, Росія) — радянський російський ентомолог, спеціаліст із родини жуків-чорнотілок. Доктор біологічних наук, професор. Завідувач лабораторії систематики комах Зоологічного інституту РАН. Заслужений діяч науки РСФСР, лауреат премії імені Є. Н. Павловського. Президент Руського ентомологічного товариства. Головний редактор журналу «Энтомологическое обозрение».

## Біографія
Гліб Сергійович Медведєв народився 21 січня 1931 року в селі (нині смт) Асканія-Нова Чаплинського району Херсонської області. Його батько, знаний український ентомолог С. І. Медведєв працював тоді в заповіднику «Асканія-Нова». Після арешту й засудження батька за сфабрикованим звинуваченням, сім'я покинула Асканію.
Гліб Медведєв закінчив біологічний факультет Харківського університету (1955), аспірантуру Зоологічного інституту РАН (Ленінград). Він захистив кандидатську дисертацію (1960) і став старшим науковим співробітником Зоологічного інституту (ЗІН) (1960). Того ж року його призначили завідувачем лабораторії систематики комах. Він обіймав цю посаду до кінця життя, захистив докторську дисертацію (1969), одержав звання професора (1981).
23 вересня 2009 року Гліб Сергійович помер. Поховали його разом із дружиною Галиною Миколаївною, уродженою Гордієнко, яку він пережив лише на один день. Їх син — Сергій Глібович Медведєв народився у 1958 році і став ентомологом у третьому поколінні. Він доктор біологічних наук і працює в ЗІНі.

## Наукова діяльність
Вивченням комах, у тому числі й у польових умовах, він захопився ще у студентські роки. Беручи участь в експедиціях, які проводили ентомологи Харківського університету до українських степів, степового Передкавказзя, він зацікавився комахами територій з аридним кліматом. Зрештою його вибір об'єктів вивчення припав на типових мешканців подібних місцин — жуків-чорнотілок.
Він присвятив життя всебічному вивченню цих комах, їх морфології, фауністиці, зоогеографії, систематиці і філогенії. Він вперше встановив залежність між будовою ротового апарату, їх їжею та умовами мешкання. Він довів цінність вивчення будови сенсорних органів чорнотілок для класифікації цієї родини жуків. Йому належить розробка схеми адаптивних типів їх будови і еволюції їх харчових зв'язків. Комп'ютерні технології дозволили йому розробити нові підходи до використання фауністичних даних у зоогеографічному районуванні.
З-під його пера вийшли важливі статті про походження фаун піщаних пустель Ірану і високогір'їв Південного Китаю, Гімалаїв. Він описав близько 300 нових видів чорнотілок з різних частин світу, написав визначники з фауни європейської частини колишнього СРСР, Кавказу, Туркменістану, Далекого Сходу, Сибіру, Монголії. Він показав, яким чином можуть тривалий час існувати популяції різних видів великих за розмірами жуків у суворих умовах високогір'я.
Його глибокі дослідження базувались на майже щорічних експедиціях до Казахстану, Середньої Азії, Алтаю, Азербайджану, Монголії, він працював у В'єтнамі (1978), Австралії (1979), Шрі-Ланці (1982).
 «Мне посчастливилось бывать с ним в нескольких экспедициях в Средней Азии, в том числе на Памире и в Каракумах. Коллектор [сборщик] Глеб Сергеевич неутомимый и высококлассный; собирает насекомых он не вслепую, а хорошо представляя, где и как можно обнаружить самые удивительные редкости. В поле он никогда не жалел себя, но зато и результаты сборов и наблюдений были выдающимися. <…>
Показывая пример в работе, он увлекает спутников рассказами об истории происхождения географических названий, специфике той или иной группы животных<…>
Не ограничиваясь своими чернотелками, Глеб Сергеевич Прекрасно разбирается в других группах насекомых и всегда может научить многому не только новичков, но и опытных энтомологов. Свои сборы в разных частях света Глеб Сергеевич щедро раздаёт коллегам, что свойственно людям с широкой душой». 
Г. С. Медведєв був науковим керівником 10 кандидатських робіт і науковим консультантом при підготовці 3 докторських дисертацій.

## Організаційна діяльність
Гліб Сергійович Медведєв з 1985 року і до кінця життя очолював Всесоюзне (згодом Руське) ентомологічне товариство. У ЗІНі він очолював Раду по захисту дисертацій, входив до складу Вченої та Редакційно-видавницької рад, очолював Спеціалізовану раду ЗІНу з докторських дисертацій у галузі ентомології та паразитології.
У складі академічної делегації він відвідав Іран (1974). 1980 року він приїздив до Угорщини як член оргкомітету з підготовки Міжнародного симпозіуму з ентомофауни Середньої Європи. З 1984 року він був членом оргкомітету з підготовки міжнародних ентомологічних конгресів.
Вчені з України та інших країн приїздили для роботи до ЗІНу і завдяки турботам Г. С. Медведєва мали належні умови для творчої праці. Усе життя він всебічно сприяв розвиткові фундаментальних ентомологічних досліджень в Україні. Він був обраний почесним членом Українського ентомологічного товариства.
У 1962 році він став відповідальним секретарем, а в 1976 році — головним редактором журналу «Энтомологическое обозрение». На цих посадах він відредагував тисячі статей. Серед них сотні статей надіслали автори-початківці, і їх рукописи вимагали, звичайно, копіткої і тривалої додаткової праці. Гліб Сергійович не повертав їх для переробки, а всю роботу виконував сам. Він входив до редакційних колегій низки видань: «Кавказского энтомологического журнала», «Beitrage zur Entomologie» (Німеччина), «Biologia» (Словаччина), «Определитель насекомых Европейской части СССР» та ін. За його редагування вийшло понад 20 книг, виданих ЗІНом.

## Основні праці

### Монографії
- Фауна СССР. Жесткокрылые. Подсемейство Opatrinae. — Л.:Наука, 1968. — 285 с.
- Определитель жуков-чернотелок Туркменистана. — Ашхабад, 1985. — 178 с. [У співавторстві з М. Г. Непесовою]
- Определитель жуков-чернотелок Монголии. (Труды ЗИН РАН. Т. 220). — Л., 1990. — 254 с.
- Каталог жуков-чернотетелок Кавказа. — Махачкала, 1994. — 212 с. [У співавторстві з Г. М. Абдурахмановим]
- Эволюция и система жуков-чернотелок трибы Blaptini (Coleoptera, Tenebrionidae) (Чтения памяти Н. А. Холодковского). — 2001. Вып. 53. — 332 с.

### Статті
- Зоогеографическая характеристика чернотелок (Coleoptera, Tenebrionidae) Кугитанга и описание новых форм // Зоологический журнал, 1964. Т. 43, в. 1. — С. 54—64.
- Сем. Tenebrionidae — Чернотелки // Определитель насекомых европейской части СССР. — Наука, 1965. — Т. 2.
- Новые виды жуков-чернотелок (Coleoptera, Tenebrionidae) из аридных районов СССР и Афганистана // Энтомологическое обозрение. 1970. Т. 49, в. 2. С. 393—408.
- Сем. Tenebrionidae — Чернотелки // Насекомые и клещи — вредители с/х культур. — Наука. 1974.
- Семейство чернотелки — Tenebrionidae // Определитель вредных и полезных насекомых, вредителей зерновых культур СССР. — Колос. 1980.
- Семейство чернотелки — Tenebrionidae // Определитель вредных и полезных насекомых, вредящих овощным культурам и картофеля в СССР. — М.: Колос, 1982.
- Жуки-чернотелки рода Zophohelops Rtt. и близких родов (Coleoptera, Tenebrionidae) Средней Азии и Казахстана // Труды Зоологического ин-та АН СССР. 1987. Т. 164. — С. 95—129.
- Tenebrionidae — чернотелки // Определитель насекомых Дальнего Востока СССР. — СПб. 1992. Т. 3. — С. 621—659.
- Новый подход к использованию фаунистических данных в зоогеографическом районировании // Зоологический журнал. 1995. Т. 74, вып. 11. — С. 131—140 [У співавторстві з Лобановим А. Л. і Абдурахмановим Г. М.]
- Опыт эксплуатации компьютерного банка данных по систематике и географическому распространению жуков-чернотелок (Coleoptera, Tenebrioinidae) Монголии // Базы данных и компьютерная графика в зоологических исследованиях. // Тр. ЗИН РАН, Т. 269. СПб.: Наука, 1997. — С. 79—85.

Найповніший перелік його робіт (197 назв) опублікований на.

## Пам'ять
Неповний перелік таксонів самих лише жуків, названих на честь Г. С. Медведєва, налічує близько 100 родів і видів. Їх перелік дивись на.
Один з випусків «Кавказского энтомологического бюллетеня» (2009, т. 5, вып. 2) цілком присвячений пам'яті Г. С. Медведєва.